# Ol Parker
Oliver Parker, detto Ol (Londra, 2 giugno 1969), è uno sceneggiatore e regista britannico.

## Filmografia

### Sceneggiatore
- Grange Hill – serie TV, 6 episodi (1994-1996)
- Loved Up, regia di Peter Cattaneo – film TV (1995)
- In Your Dreams, regia di Simon Cellan Jones – film TV (1996)
- It Was an Accident, regia di Metin Hüseyin (2000)
- Imagine Me & You (2005)
- Marigold Hotel (The Best Exotic Marigold Hotel), regia di John Madden (2011)
- Now Is Good (2012)
- Ritorno al Marigold Hotel (The Second Best Exotic Marigold Hotel), regia di John Madden (2015)
- Mamma Mia! Ci risiamo (Mamma Mia! Here We Go Again) (2018)
- Un bambino chiamato Natale (A Boy Called Christmas), regia di Gil Kenan (2021)
- Ticket to Paradise (2022)

### Regista
- Imagine Me & You (2005)
- Now Is Good (2012)
- Mamma Mia! Ci risiamo (Mamma Mia! Here We Go Again) (2018)
- Ticket to Paradise (2022)